# Laža i paralaža (film iz 1998)
Laža i paralaža je humoristički film reditelja Slobodana Ž. Jovanovića u produkciji Radio Televizije Srbije iz 1998. godine u trajanju od 115 minuta.

## Sadržaj
Aleksa-Laža, živi od varanja drugih ljudi. Lažno se predstavlja kao lekar homeopata, učitelj jezika, advokat ili bilo šta drugo u zavisnosti od ukazane prilike. Posle izvesnog vremena, a bežeći od Marije, devojke koju je prevario i izneo na „glas“, on sreće Paralažu, svog partnera u varanju sa kojim je u prošlosti izveo par spletki. Na redu je nova prevara i nova žrtva. To je Jelica, ćerka Marka Vujića. Kao ćerka bogatog trgovca imala je priliku da u 18. veku studira, što je bila privilegija malog broja žena toga doba. Zbog smrti majke morala je ranije da se vrati iz Beča, što je za nju bilo surovo vraćanje u stvarnost. Zato se držala knjiga kao jedinog spasa od dosadne palanačke stvarnosti. I tu je Laža našao pogodno tle za svoj marifetluk. Predstavljajući se da je profesor nemačkog i španskog jezika, Laža ulazi u kuću Vujića, da bi usput „pokvario“ Jeličinu veridbu sa Batićem kojem je obećana i isprosio Jelicu za sebe. Što je naravno samo „laža“ dok joj ne uzme miraz i nestane. Posle raznih peripetija Lažu i Paralažu razotkrivaju Marija i Batić spasavajući ime Vujića i njegove ćerke...

## Igraju
| Глумац                      | Улога                    |
| --------------------------- | ------------------------ |
| Nebojša Kundačina           | Aleksa odnosno Laža      |
| Slobodan Boda Ninković      | Paralaža                 |
| Vlastimir Đuza Stojiljković | Marko Vujić, otac        |
| Jadranka Nanić Jovanović    | Jelica Vujić, ćerka      |
| Milorad Mandić Manda        | verenik Batić            |
| Maja Sabljić                | prevarena devojka Marija |
| Zoran Karajić               | kafedžija                |
| Mira Banjac                 | kuvarica                 |
| Dobrila Šokica              | kuvarica                 |
| Dragan Maksimović           | vratar u kazinu          |
| Gordana Bjelica             | vlasnica bordela         |
| Ramadan Azirović            | kockar                   |
| Ljubomir Ćipranić           | kockar                   |

## Fotogalerija
- Slobodan Boda Ninković kao Paralaža i Nebojša Kundačina kao Laža
- Nebojša Kundačina kao Laža i Jadranka Nanić Jovanović kao Jelica
- Jadranka Nanić Jovanović kao Jelica, Vlastimir Đuza Stojiljković kao Marko Vujić i Nebojša Kundačina kao Laža
- Jadranka Nanić Jovanović kao Jelica i Miodrag Mandić Manda kao Batić
- radna fotografija S.Ninković, J.Nanić Jovanović, dir.fotografije Vojislav Lukić, reditelj Slobodan Ž.Jovanović i Đuza Stojiljković
- radna fotografija Maja Sabljić kao Marija i reditelj Slobodan Ž. Jovanović
- radna fotografija Jadranka Nanić Jovanović kao Jelica i reditelj Slobodan Ž. Jovanović
- radna fotografija reditelj Slobodan Ž. Jovanović, Jadranka Nanić Jovanović kao Jelica i Miodrag Mandić Manda kao Batić
- glumac Vlastimir Djuza Stojiljković kao Marko Vujić

## Spoljašnje veze
- Laža i paralaža на веб-сајту  (језик: енглески)